# 柳沟镇 (剑阁县)
柳沟镇，是中华人民共和国四川省广元市剑阁县下辖的一个乡镇级行政单位。2020年5月，撤销垂泉乡、毛坝乡，将原垂泉乡、原毛坝乡和原凉山乡五羊村所属行政区域划归柳沟镇管辖。

## 行政区划
柳沟镇下辖以下地区：
灵泉社区、新民村、三清村、石龙村、四五村、长安村、光明村、文星村和南庙村。